# Straßenbahn Ulan-Ude
Die Straßenbahn Ulan-Ude ist ein breitspuriger Straßenbahnbetrieb in der ostsibirischen Stadt Ulan-Ude ungefähr 170 Kilometer nördlich der mongolischen Grenze.
Mit dem Bau begonnen wurde bereits im Jahr 1956. Die erste Bahn fuhr am 16. Dezember 1958. Bis 1989 wurde das Netz kontinuierlich erweitert. 2007 erfolgte der Ringschluss, seither verkehren die Linien auf ihrem heutigen Linienweg.
Die Bahn besitzt 69 Fahrzeuge, von denen maximal 55 gleichzeitig eingesetzt werden. Die anderen dienen als Ersatzfahrzeuge bei Ausfällen. Die Fahrzeuge sind mit Bügelstromabnehmern versehen. Dabei handelt es sich um 32 KTM-5 aus den Jahren 1980–1991, 13 KTM-8 aus den Jahren 1993–1994, vier KTM-8M aus den Jahren 1998–2001 und 20 KTM-19. Aufgrund des geringen Alters der Fahrzeuge befinden diese sich, wie auch das Gleisnetz, in einem guten Zustand.
Auf dem ringförmigen Netz mit drei Ästen gibt es vier Linien mit den Nummern 1, 2, 4 und 5.

## Karten

Liniennetz der Straßenbahn Ulan-Ude